# Gadat
Gadat (grč. Gadates ili Gadatas) je bio satrap maloazijske pokrajine Jonije krajem 6. stoljeća pr. Kr. O njegovoj vladavini svjedoči Darijevo pismo u kojem od Gadata zahtjeva da presadi istočne biljke u Malu Aziju i Siriju. Prema istim izvorima, Darije je prekorio Gadata zbog prikupljanja poreza iz „Apolonovih svetih područja“ što se smatralo neprihvatljivim činom koji nije u skladu s perzijskom politikom. Gadat se spominje i u Ksenofontovim djelu „Kiropedija“ gdje je opisan kao satrap Asirije u službi Kira Velikog, no ta se informacija uglavnom smatra netočnim. Prema Ksenofontu, Gadat je zajedno s Gobriasom I. sudjelovao u osvajanju Babilonije.

## Poveznice
- Kir Veliki
- Darije Veliki

## Vanjske poveznice
- Mary Boyce: A History of Zoroastrianism, II. svezak, E. J. Brill, Leiden, 1982.
- Gadat (Gadatas), AncientLibrary.com  Arhivirana inačica izvorne stranice od 27. rujna 2013. (Wayback Machine)
- Ksenofont: „Kiropedija“, V. i VI.
- Shirin Simmons: „Bogatstvo perzijske kuhinje“ (Treasury of Persian Cuisine)